# دانيال جورجيفسكي
دانيال جورجيفسكي (بالمقدونية: Даниел Ѓоргиевски)‏ (بالإنجليزية: Daniel Georgievski)‏ (17 فبراير 1988 في أستراليا - ) هو مدرب كرة قدم ولاعب كرة قدم أسترالي في مركز الظهير. شارك مع منتخب جمهورية مقدونيا تحت 19 سنة لكرة القدم ومنتخب مقدونيا تحت 21 سنة لكرة القدم ومنتخب مقدونيا لكرة القدم. أما مع النوادي، فقد لعب مع نادي ستيوا بوخارست ونادي ملبورن فيكتوري وNK Međimurje ‏ ونادي شيبينيك ‏.

## وصلات خارجية
- دانيال جورجيفسكي على موقع الاتحاد الدولي (مؤرشف)  (الإنجليزية)
- دانيال جورجيفسكي على موقع الاتحاد الأوربي (الإنجليزية)
- دانيال جورجيفسكي على موقع قاعدة بيانات كرة القدم.إي يو (الإنجليزية)
- دانيال جورجيفسكي على موقع ناشيونال فوتبول تيمز (الإنجليزية)
- دانيال جورجيفسكي على موقع Soccerway.com (الإنجليزية)
- دانيال جورجيفسكي على موقع عالم كرة القدم.نت (الإنجليزية)
- دانيال جورجيفسكي على موقع AS.com (الإسبانية)